# Kovács Sándor (püspök, 1893–1972)
Kovács Sándor (Kecskemét, 1893. június 11. – Budapest, 1972. december 24.) szombathelyi püspök.

## Pályafutása
Középiskolai tanulmányait Kecskeméten, a teológiát Vácon és a Bécsi Egyetemen végezte. 1915. október 14-én szentelték pappá, majd az Augustineumban tanult tovább.
1917-től a váci püspök udvari káplánja, 1928-tól pedig kecskeméti plébános volt.

### Püspöki pályafutása
XII. Piusz pápa 1944. március 17-én szombathelyi püspökké nevezte ki. Március 25-én szentelték püspökké.
Papjait havi rekollekciókra hívta össze. A második világháború alatt a Muravidék apostoli kormányzója is volt. A háború végén a püspöki palotába menekülteket fogadott be. 1945. március 4-én bombázás áldozatául esett a palota egy része és a szombathelyi székesegyház is; utóbbit az újjáépítés után 1947. szeptember 7-én szentelte fel a püspöki kar jelenlétében. Részt vett a második vatikáni zsinaton; az Országos Liturgikus Tanács elnöke, 1966-ban a római Liturgikus Konzílium tagja volt.
1972. március 23-án vonult nyugállományba. Halála után Szombathelyen temették el.

## Művei
- A remény szigete. Evangéliumi elmélkedések. Kecskemét, 1931 (s.v. Kováts!)
- Egy lelked!... Beszélgetések az élet megszenteléséről. Budapest, 1941
- Út az oltár felé. Budapest, 1941
- Élő hit a házasságban. Petruch Antallal. Budapest, 1941 (Actio Catholica 85.)
- A család jogai. Budapest, 1942. (Actio Catholica 97.)
- Uram! Kihez menjünk? Eucharisztikus elmélkedések. Kecskemét, 1943
- Isten felé – hazafelé. Szentbeszédek 1944. év advent vasárnapjaira, karácsonyra és évvégi hálaadásra; Martineum Ny., Szombathely, 1944
- A kereszt királyi útján. Szombathely, 1945
- Élesszük fel a magyar éjszakában az engesztelés hamvadó tüzét! Engesztelő szentóra; Sztrilich Lajos, Pécs, 1946
- Isten embere. Elmélkedések. Budapest, 1965

A kecskeméti Katholikusok Lapja című egyházközségi tudósító főszerkesztője volt 1931. szeptember 6–1938. június 5., felelős szerkesztője 1938. szeptember 18–1944. február között.